# معتمدية مدنين الشمالية
معتمدية مدنين الشمالية إحدى معتمديات الجمهورية التونسية، تابعة لولاية مدنين.